# LOLA
LOLA è un film del 2022 diretto da Andrew Legge.
La pellicola, girata in Irlanda durante il lockdown, è stata presentata in anteprima al festival di Locarno nell'agosto 2022.
Il film sfrutta l'espediente del found footage per narrare una storia ucronica a partire dalla seconda guerra mondiale.

## Trama
A distanza di più di 60 anni viene ritrovato un filmato che, a partire dal 1941, narra in prima persona, da parte di Martha Hanbury, quanto vissuto e ripreso in tempo reale dalla stessa.
Martha, con la sorella Thomasina, costruì una macchina, cui dettero il nome di "LOLA", in grado di captare le frequenze di trasmissioni televisive provenienti dal futuro. Le due ragazze vennero così in contatto, con la musica punk e con altre mode future venendone profondamente influenzate.
Con la guerra mondiale in corso, Thomasina si sentì però in dovere di utilizzare questo strepitoso mezzo per fare il possibile per evitare i bombardamenti tedeschi che stavano funestando il paese. E in effetti, agendo abilmente con la ricezione delle trasmissioni future, riuscì a comunicare per tempo il luogo in cui sarebbero avvenuti determinati bombardamenti, salvando numerose vite.
Questo eroe misterioso si guadagnò l'appellativo di "angelo di Portobello". Ma i vertici militari volendo andare a fondo riuscirono ad individuare l'origine dei messaggi, così che il tenente Sebastien Holloway arrivò ad individuare le due sorelle. Da quel momento LOLA divenne uno strumento segreto nelle mani della difesa britannica, con Holloway a far da tramite e Cobcroft che comunicava e coordinava le informazioni con i vertici militari.
Dopo un periodo fortunato, con Martha e Holloway che vissero anche una storia d'amore, Thomasina, incapace di porre un freno ai suoi interventi, pianificò un'operazione che per salvare migliaia di vite di britannici sacrificò la vita di diversi cittadini americani. La cosa ebbe un effetto imprevedibile sull'opinione pubblica e conseguenze devastanti sull'esito stesso dell'intero conflitto. Perso il sostegno degli americani, l'Inghilterra dovette pian piano cedere ai tedeschi. La cosa travolse le due sorelle, con Martha che si dette alla fuga insieme ad Holloway e Thomasina, ad un passo dall'essere giustiziata, che riuscì a riciclarsi con il nuovo regime filonazista.
Anni dopo Martha, che Thomasina credeva morta, viene arrestata nel tentativo, fallito, di uccidere Hitler mentre questi sta visitando ed elogiando Thomasina per LOLA. Messa immediatamente sulla forca, Martha è salvata dalla sorella che per questo viene uccisa.
L'idea di mandare nell'etere la registrazione di tutta la storia, è un modo per far sì che Thomasina, servendosi di LOLA, dal passato, possa adoperarsi per modificare l'orribile futuro cui si sarebbe andati incontro. E il corso della storia avrebbe dato ragione all'idea di Martha.

## Produzione
Regista di fortunati cortometraggi, per il suo primo lungometraggio Andrew Legge trae spunto proprio da un suo corto intitolato The Chronoscope, in cui il protagonista inventa una macchina che permette di vedere il passato.